# Солидный (эсминец)
«Солидный» — советский эскадренный миноносец проекта 30-бис Балтийского флота ВМФ СССР. C 11 июня 1956 года до 15 июля 1968 года — египетский эсминец «Al Nasser» на правах аренды. Участник Шестидневной войны и Войны на истощение. Возвращён СССР на Черноморский флот. Проходил боевые службы в составе  в составе 5-й Средиземноморской эскадры кораблей ВМФ.

## История строительства
Зачислен в списки ВМФ СССР 22 июня 1951 года. Заложен на заводе № 190 им. А. А. Жданова 4 января 1952 года (строительный № 617). Спущен на воду 17 августа. Корабль принят флотом 31 декабря 1952 года. 18 января 1953 года на «Солидном» был поднят советский военно-морской флаг, тогда же эсминец вступил в состав Советского Военно-Морского Флота.

## Служба
С 18 января 1953 года «Солидный» входил в состав 4-го ВМФ, а с 24 декабря 1955 года в связи с расформированием 4-го ВМФ перечислен в состав Краснознамённого Балтийского Флота. 
14 ноября 1955 года корабль был выделен для передачи Египту на правах аренды. 11 июня 1956 года эсминец был передан ВМС Египта (с переименованием в «Al Nasser») в порту Александрии.
Бортовой номер — 911.
18 июля 1956 года расформирован и 30 июля 1956 года исключён из состава ВМФ СССР. В 1968 году египтяне возвратили корабль СССР и 15 июля 1968 года под прежним наименованием он был зачислен в состав Краснознамённого Черноморского флота. Прошёл ремонт на Севастопольском морском заводе им. Серго Орджоникидзе.
Бортовые номера — 374, 369 (1975), 554 (1979), 531 (1980), 537, 567, 511 (1987).
Проходил боевые службы в составе 5-й Средиземноморской эскадры кораблей ВМФ.
В 1983 году в/ч 63941 в составе 65-й дивизиона эсминцев 39-я дивизии морских десантных сил с базированием в Донузлаве.
15 апреля 1987 года эсминец был разоружён, вторично исключён из состава ВМФ СССР в связи с передачей в ОФИ для демонтажа и разделки на металл, и 30 июля 1987 года его экипаж был окончательно расформирован. Корпус эсминца разобрали на металл в Инкермане весной 1988 года.

## Командиры
- капитан 2-го ранга Бабак (1984).